# 服部天神駅

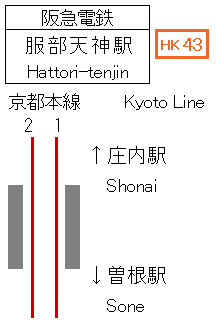
配線図

服部天神駅（はっとりてんじんえき）は、大阪府豊中市服部元町一丁目にある、阪急電鉄宝塚本線の駅。駅番号はHK-43。

## 概要
服部天神宮の境内に開設された駅である。そのため、境内にあった御神木の楠が駅内に残されており、大阪梅田方面ホームの屋根を突き抜けている。

## 歴史
- 1910年（明治43年）3月10日：箕面有馬電気軌道（阪急電鉄の前身）宝塚本線の営業開始と同時に開業[6][7]。阪急では最古の駅のひとつ。駅名に関して「開業時に現在と同じ服部天神駅として設置された後、1912年までに服部駅に改称された」[8][9][10]とする文献がある一方、阪急電鉄および豊中市は「開業時に服部駅として設置された」[5][11]としている。
- 2007年（平成19年）：御神木の楠に神棚としめ縄が設けられる。この年以降、毎年8月24日に服部天神宮の夏天神祭の宵宮に合わせて、構内にて安全祈願祭が執り行われている[4][5]。
- 2013年（平成25年）12月21日：服部天神駅に改称[2][12]。同時に駅番号を導入[12]。
- 2026年（令和8年）：駅前広場（ロータリー）新設予定、同時に駅周辺の電柱も地下化予定[13]。

## 駅構造
相対式ホーム2面2線を有する地上駅。分岐器や絶対信号機を持たないため、停留所に分類される。駅本屋の所在する上り梅田方面ホームと下り宝塚方面ホームとで改札口が分かれており、各ホームを連絡する跨線橋などはないため改札内でのホーム間の移動は不可能である。改札口は上下ホームとも駅北端（宝塚寄り）にある。
トイレは各ホームにある。

### のりば
| 号線 | 路線      | 方向 | 行先                                   |
| ---- | --------- | ---- | -------------------------------------- |
| 1    | ■宝塚本線 | 下り | 宝塚・川西能勢口・石橋阪大前・箕面方面 |
| 2    | ■宝塚本線 | 上り | 大阪梅田・神戸・京都・北千里方面       |

※実際には構内にのりば番号表記はないが、スマートフォン向けアプリ「阪急沿線アプリ(旧名:阪急沿線ナビ TOKKアプリ」の発車案内機能では、宝塚方面が1号線、大阪梅田方面が2号線と表示されている。
- 1970年代までは駅構内踏切が存在し、改札内でホーム間の移動ができたが、8両編成化に伴うホーム延長工事の際に撤去された。以後、反対側のホームへは改札外の駅前踏切を渡る必要があるが、ラッシュ時間帯はいわゆる「開かずの踏切」状態になり、歩行者による無謀横断が後を絶たない。また駅前踏切は交通量も多いため、ホームに跨線橋等を設置するよう地元住民からの要望があるものの、建設に必要な用地確保ができない状態であり設置されていなかったが、2018年3月に駅外に地下通路が新設されたため、改札外ではあるが踏切を使わなくとも上下線を行き来することが可能になった。また、ダイヤ改正などで年々踏切遮断時間は減少している。
- 宝塚方面ホームの改札には大商学園生徒用の専用出口が存在したが、フェアライドシステム（乗車券類への出入場磁気記録化）の導入を契機に廃止された。
- 当駅は地上駅であるため、バリアフリー設備としてスロープがある（2000年代に車椅子対応の傾斜の緩いスロープに更新された）。車椅子対応の広幅自動改札機が各改札口に1基設置されているが、上下線ともスロープから最遠箇所にあり、狭い改札付近で標準幅改札利用客の動線を横切って移動する形態である。2021年に改札機が更新されたあとも配置場所に変化はない。

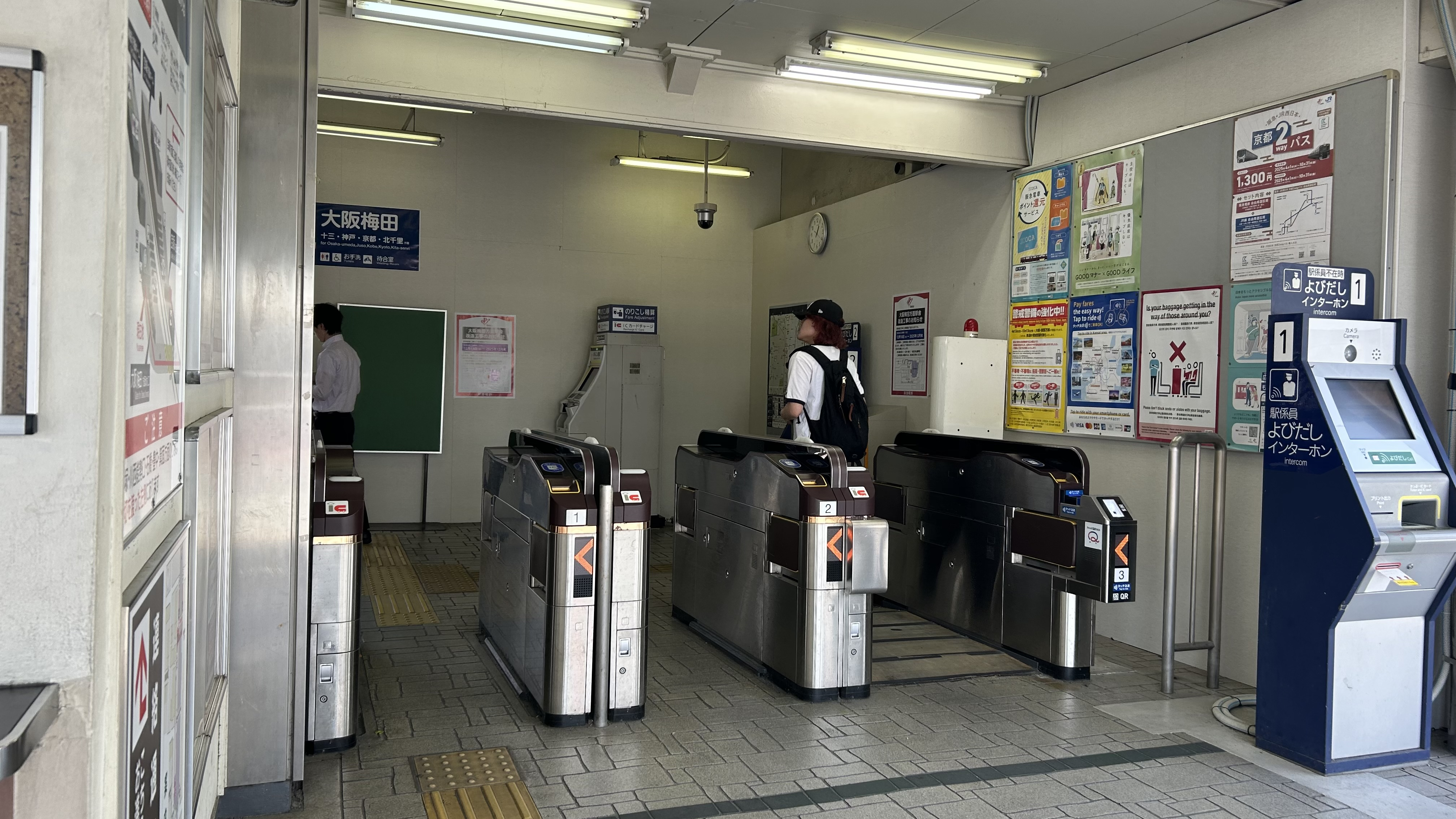
東改札口
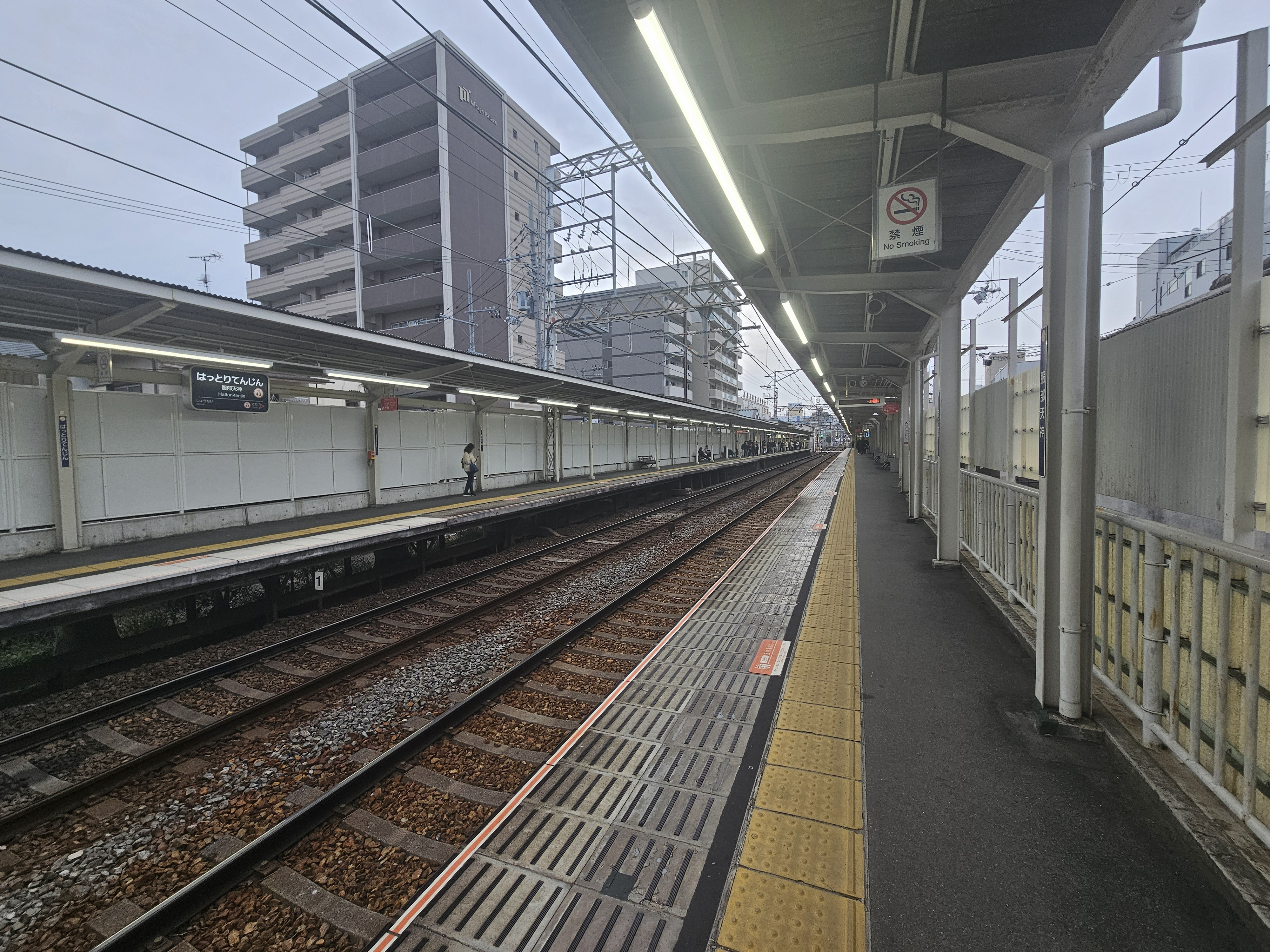
大阪方面ホーム（2025年4月）
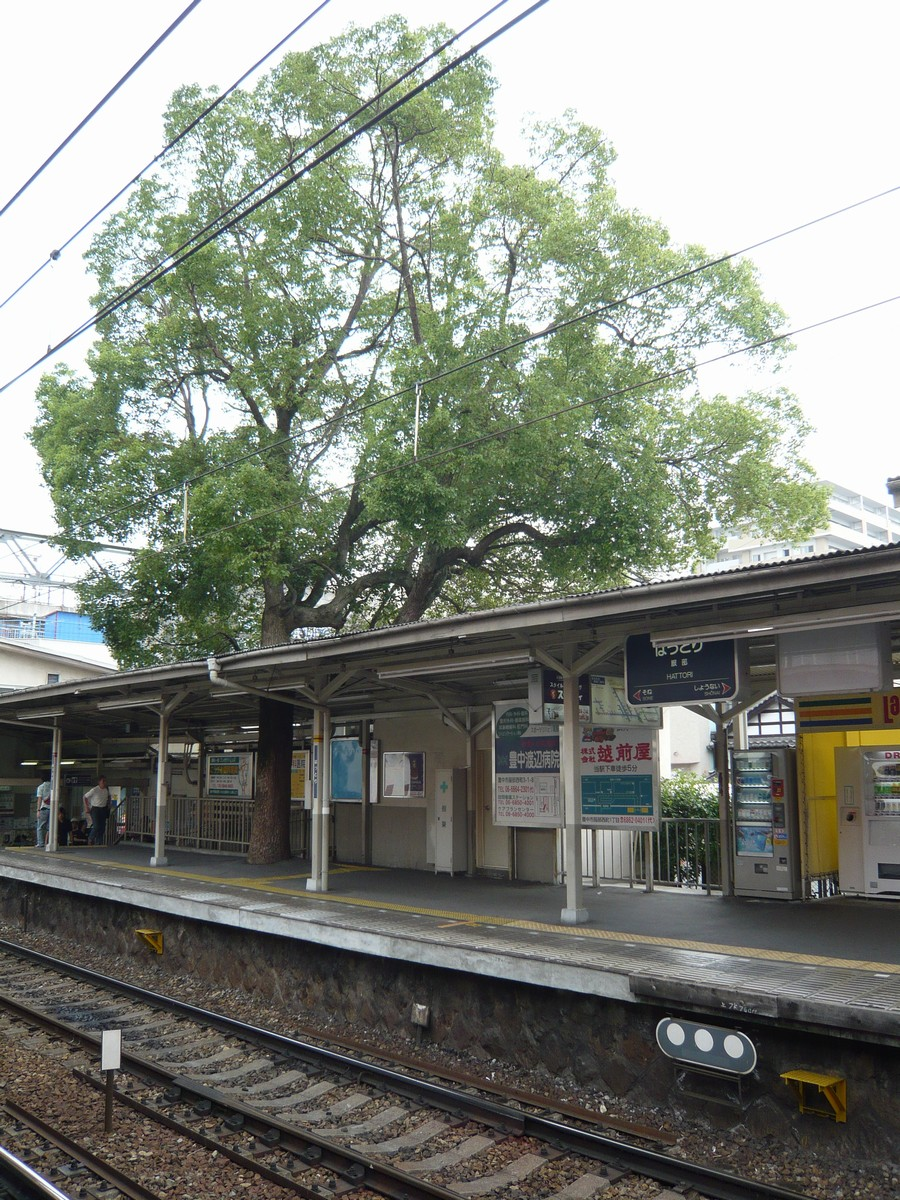
服部天神 御神木のクスノキ（2007年8月）
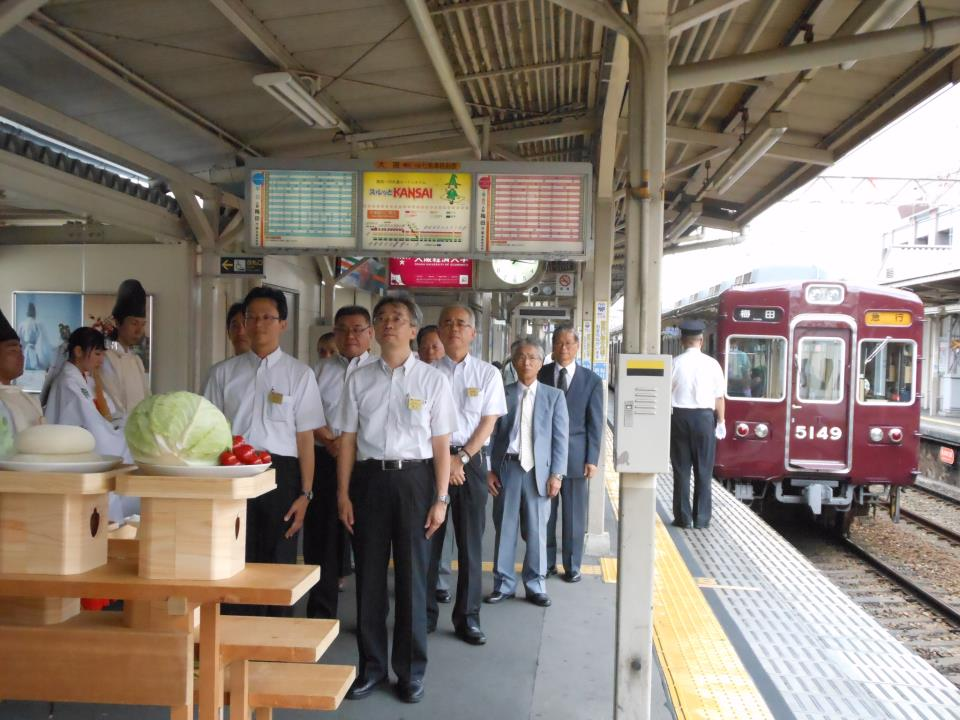
服部天神駅 阪急電鉄運行安全祈願祭（2013年4月）
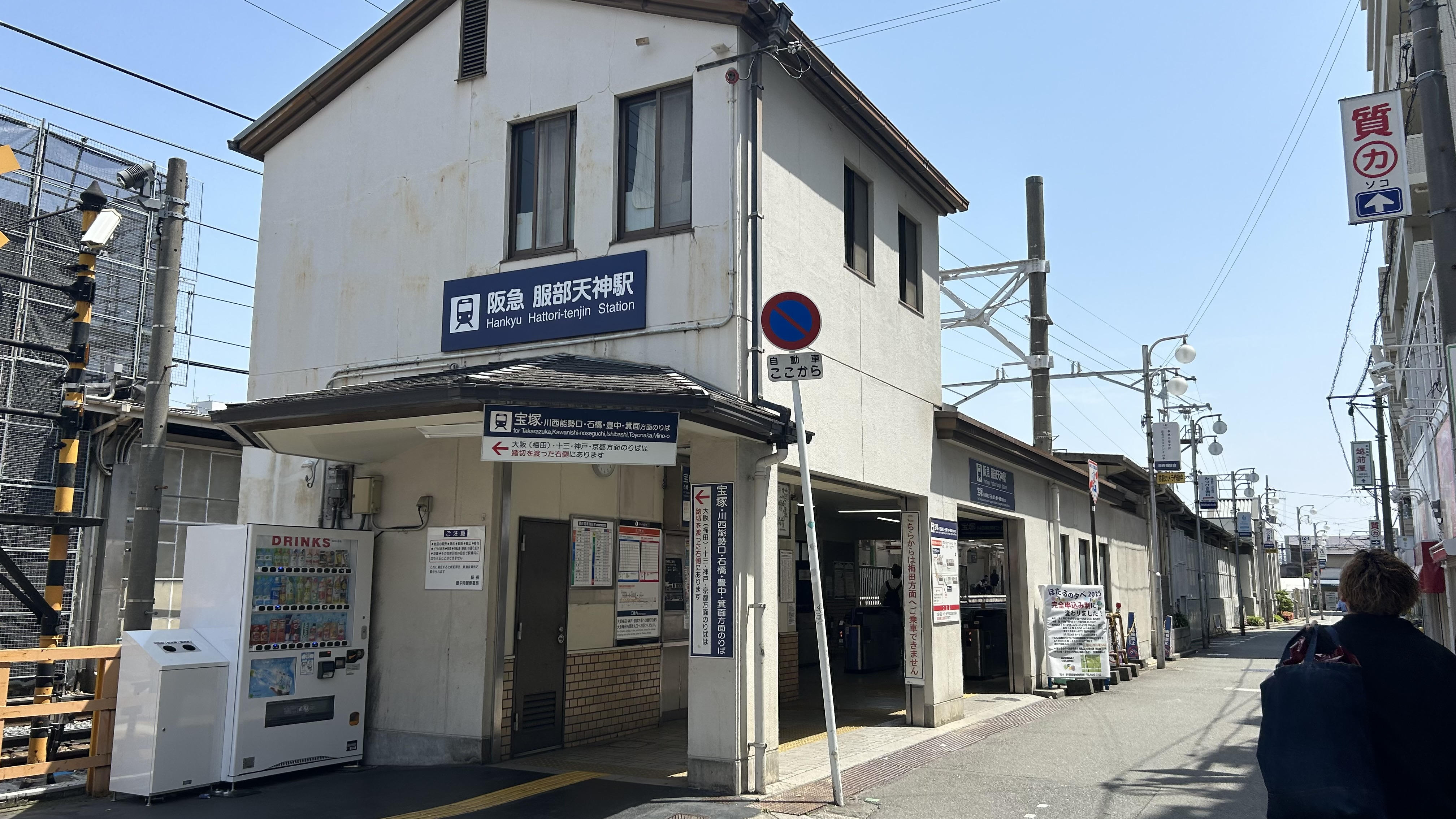
西口
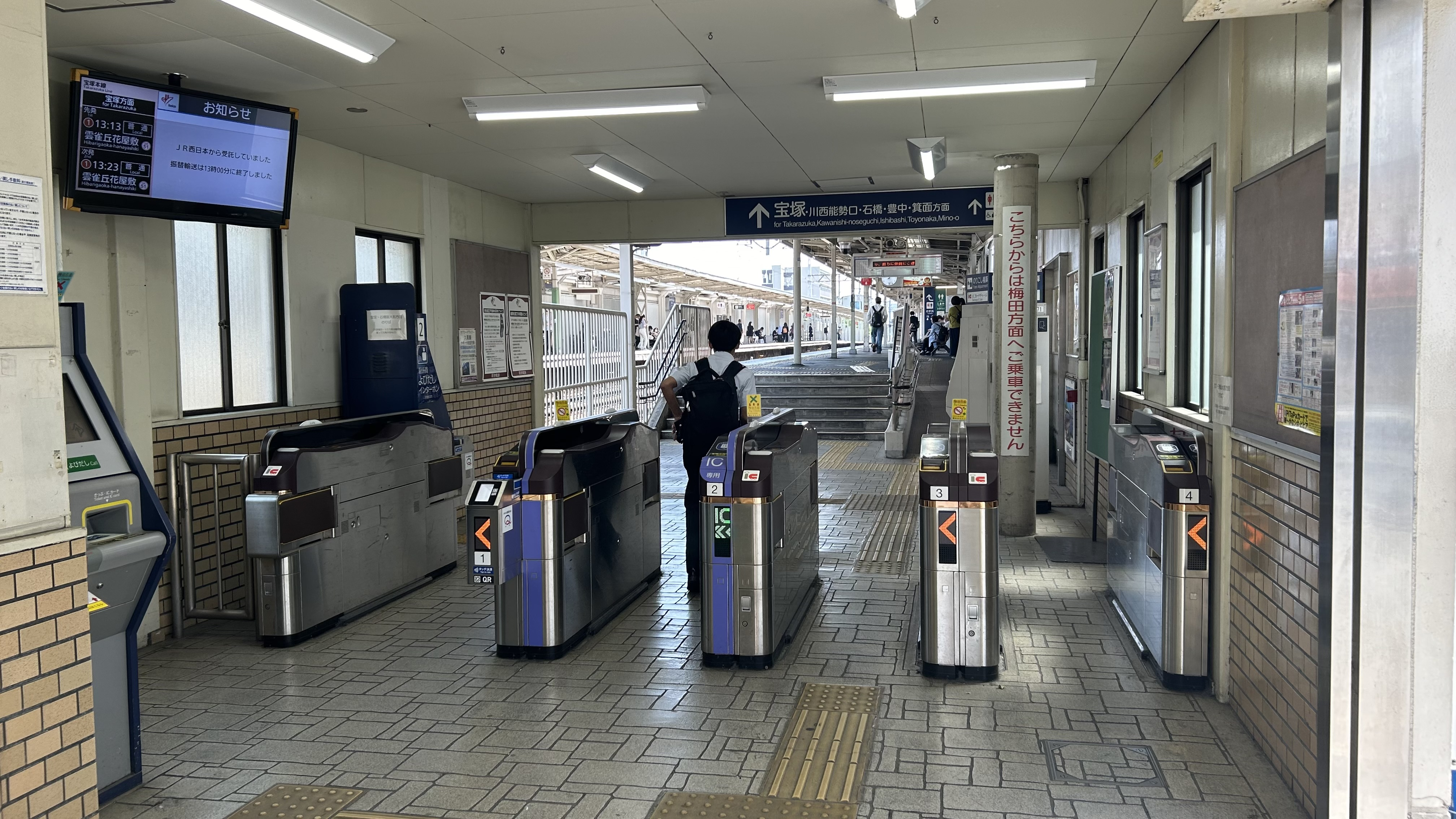
西改札口
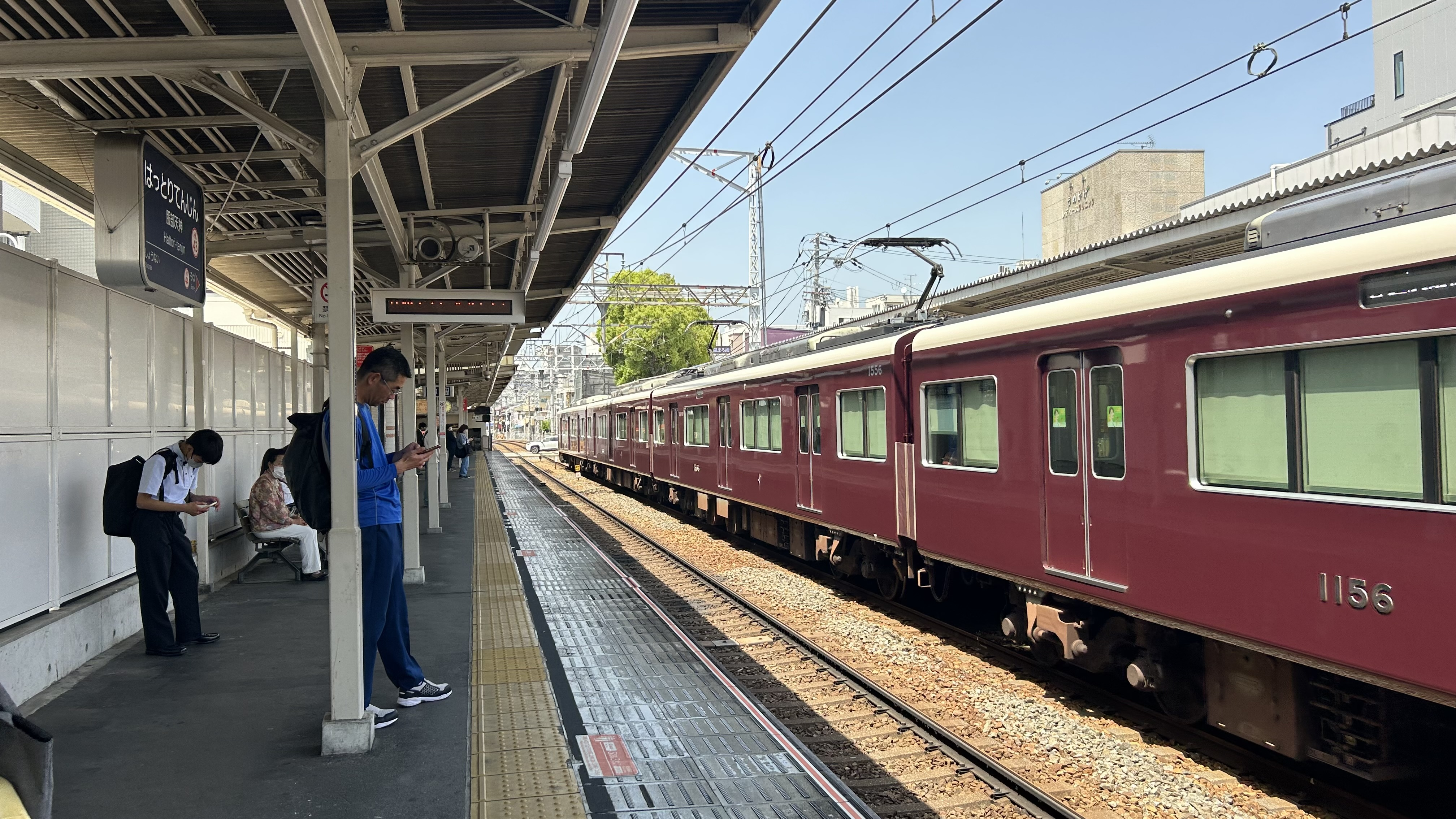
宝塚方面ホーム
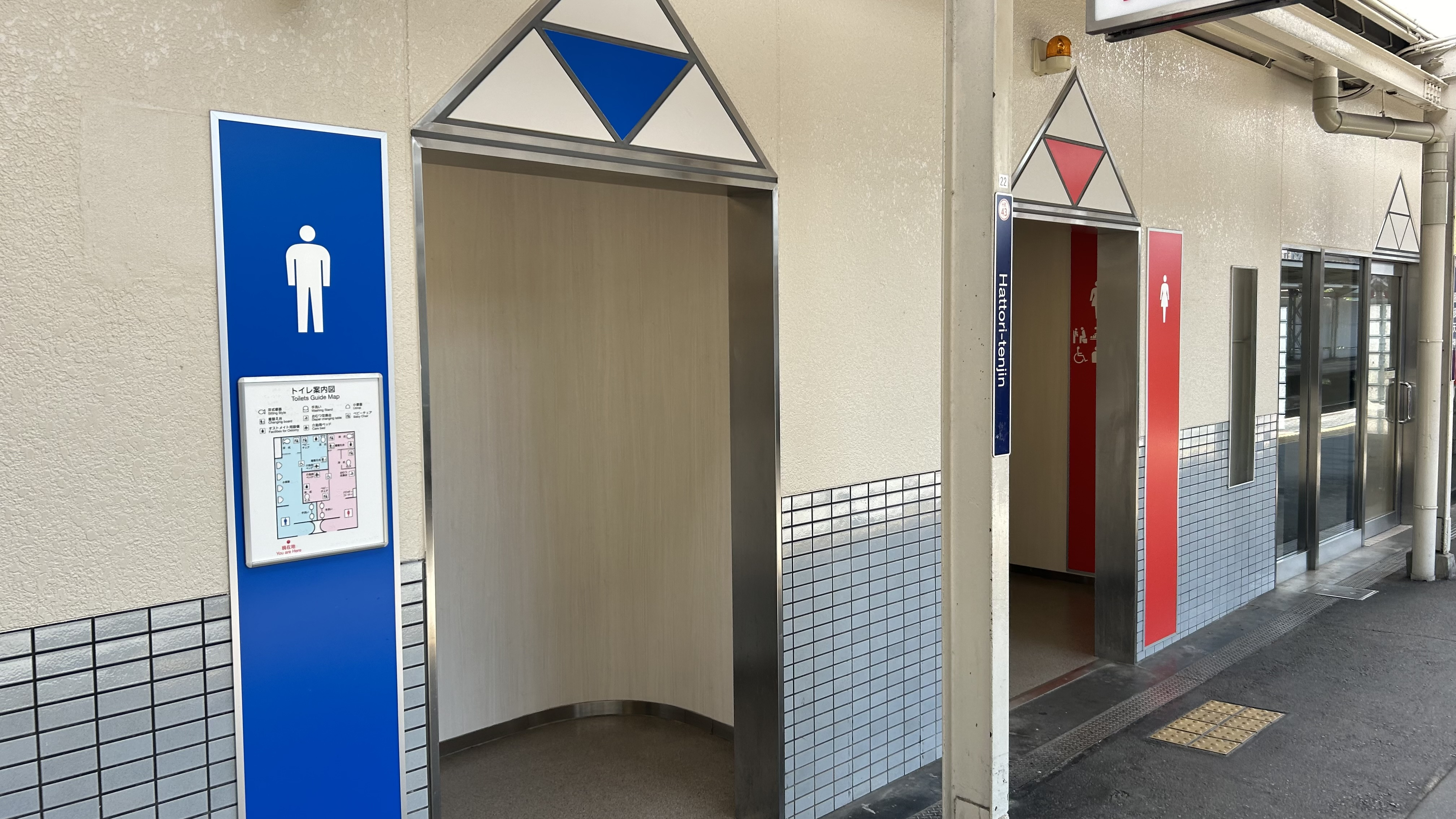
大阪方面ホームトイレ
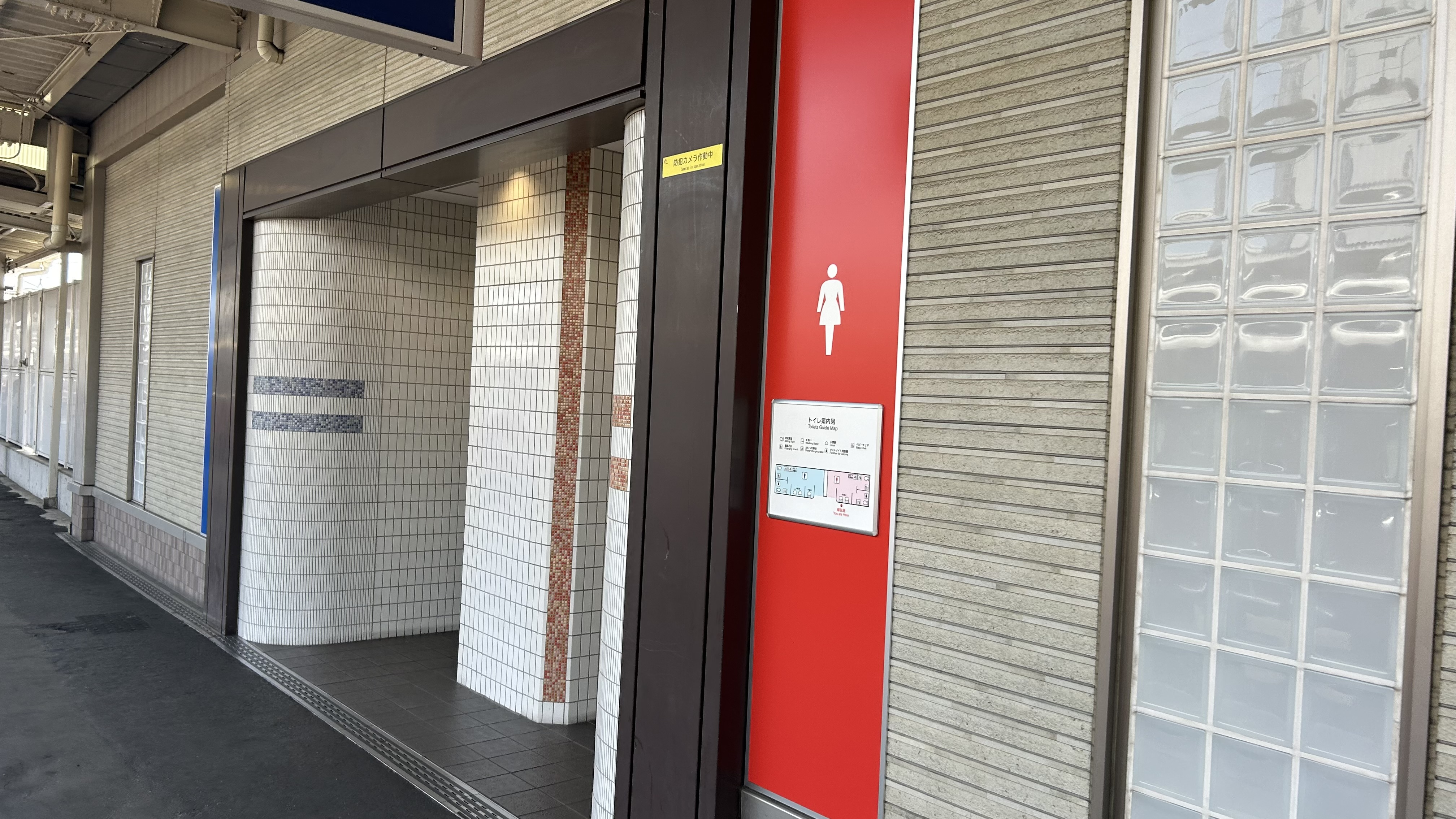
宝塚方面ホームトイレ
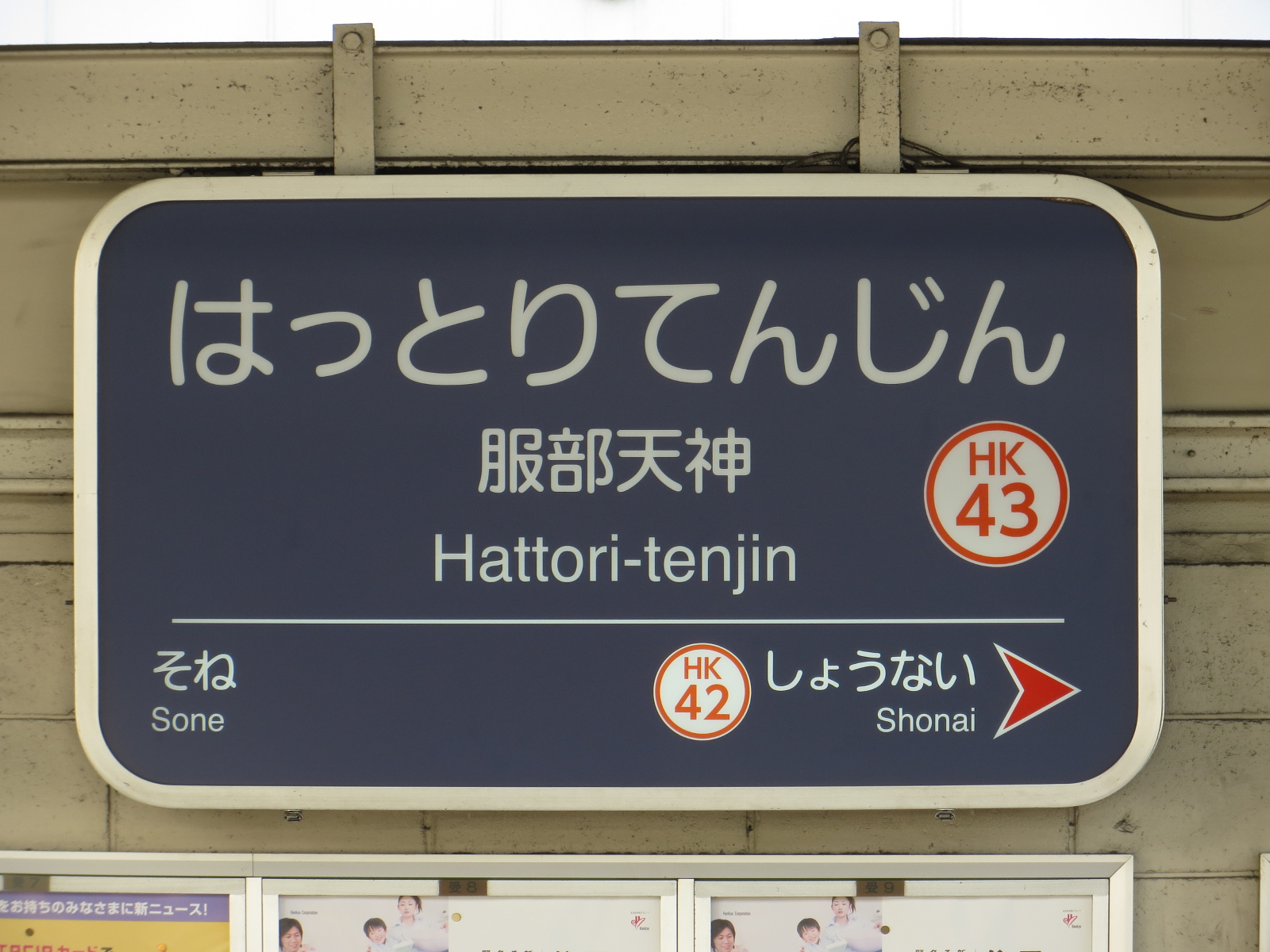
駅名標（2014年1月）

## 利用状況
2024年（令和6年）次の通年平均乗降人員は21,397人である。阪急電鉄全駅（86駅）中では逆瀬川駅に次ぐ第38位。

### 年次別利用状況
各年次の乗降人員の推移は下表の通り。
| 年度               | 乗車人員 | 降車人員 | 乗降人員 | 増減率 | 順位 | 出典       | 出典         |
| 年度               | 乗車人員 | 降車人員 | 乗降人員 | 増減率 | 順位 | 阪急       | 豊中市       |
| ------------------ | -------- | -------- | -------- | ------ | ---- | ---------- | ------------ |
| 2016年（平成28年） | 12,133   | 11,756   | 23,889   |        | 37位 | [ 阪急 1 ] | [ 豊中市 1 ] |
| 2017年（平成29年） | 12,139   | 11,770   | 23,909   | 0.1%   | 38位 | [ 阪急 2 ] | [ 豊中市 2 ] |
| 2018年（平成30年） | 12,029   | 11,666   | 23,695   | -0.9%  | 38位 | [ 阪急 3 ] | [ 豊中市 3 ] |
| 2019年（令和元年） | 12,129   | 11,791   | 23,920   | 0.9%   | 38位 | [ 阪急 4 ] | [ 豊中市 4 ] |
| 2020年（令和02年） | 9,515    | 9,229    | 18,744   | -21.6% | 30位 | [ 阪急 5 ] | [ 豊中市 5 ] |
| 2021年（令和03年） | 9,396    | 9,109    | 18,505   | -1.3%  | 34位 | [ 阪急 6 ] | [ 豊中市 6 ] |
| 2022年（令和04年） | 10,119   | 9,816    | 19,935   | 7.7%   | 39位 | [ 阪急 7 ] | [ 豊中市 7 ] |
| 2023年（令和05年） | 10,789   | 10,475   | 21,264   | 6.7%   | 39位 | [ 阪急 8 ] | [ 豊中市 8 ] |
| 2024年（令和06年） |          |          | 21,397   | 0.6%   | 38位 | [ 統計 1 ] |              |

#### 平日限定データ
2000年から2015年までのデータは平日限定となっていた。
| 年次               | 乗車人員 | 降車人員 | 乗降人員 | 増減率 | 順位 | 出典        | 出典          |
| 年次               | 乗車人員 | 降車人員 | 乗降人員 | 増減率 | 順位 | 阪急        | 豊中市        |
| ------------------ | -------- | -------- | -------- | ------ | ---- | ----------- | ------------- |
| 2000年（平成12年） | 14,870   | 14,358   | 29,228   |        |      |             | [ 豊中市 9 ]  |
| 2001年（平成13年） | 14,620   | 14,047   | 28,667   | -1.9%  |      |             | [ 豊中市 9 ]  |
| 2002年（平成14年） | 14,006   | 13,470   | 27,476   | -4.2%  |      |             | [ 豊中市 9 ]  |
| 2003年（平成15年） | 13,604   | 13,072   | 26,676   | -2.9%  |      |             | [ 豊中市 9 ]  |
| 2004年（平成16年） | 13,279   | 12,766   | 26,045   | -2.4%  |      |             | [ 豊中市 9 ]  |
| 2005年（平成17年） | 13,193   | 12,644   | 25,837   | -0.8%  |      |             | [ 豊中市 10 ] |
| 2006年（平成18年） | 13,233   | 12,694   | 25,927   | 0.3%   |      |             | [ 豊中市 11 ] |
| 2007年（平成19年） | 13,226   | 12,670   | 25,896   | -0.1%  | 35位 | [ 阪急 9 ]  | [ 豊中市 12 ] |
| 2008年（平成20年） | 13,256   | 12,725   | 25,981   | 0.3%   | 36位 | [ 阪急 10 ] | [ 豊中市 13 ] |
| 2009年（平成21年） | 12,959   | 12,478   | 25,437   | -2.1%  | 36位 | [ 阪急 11 ] | [ 豊中市 14 ] |
| 2010年（平成22年） | 13,005   | 12,555   | 25,560   | 0.5%   | 36位 | [ 阪急 12 ] | [ 豊中市 15 ] |
| 2011年（平成23年） | 13,014   | 12,566   | 25,580   | 0.1%   | 35位 | [ 阪急 13 ] | [ 豊中市 16 ] |
| 2012年（平成24年） | 13,046   | 12,595   | 25,641   | 0.2%   | 35位 | [ 阪急 14 ] | [ 豊中市 17 ] |
| 2013年（平成25年） | 13,188   | 12,735   | 25,923   | 1.1%   | 35位 | [ 阪急 15 ] | [ 豊中市 18 ] |
| 2014年（平成26年） | 13,301   | 12,835   | 26,136   | 0.8%   | 35位 | [ 阪急 16 ] | [ 豊中市 19 ] |
| 2015年（平成27年） | 13,372   | 12,915   | 26,287   | 0.6%   | 35位 | [ 阪急 17 ] | [ 豊中市 20 ] |

### 特定日利用状況
「大阪府統計年鑑」によると、各年度のある特定日における1日の利用状況は下表の通り。
| 年度               | 乗車人員 | 降車人員 | 乗降人員 | 出典          |
| ------------------ | -------- | -------- | -------- | ------------- |
| 1966年（昭和41年） | 23,436   | -        | -        | [ 大阪府 1 ]  |
| 1967年（昭和42年） | 24,469   | -        | -        | [ 大阪府 2 ]  |
| 1968年（昭和43年） | 24,479   | -        | -        | [ 大阪府 3 ]  |
| 1969年（昭和44年） | 25,069   | -        | -        | [ 大阪府 4 ]  |
| 1970年（昭和45年） | 23,955   | -        | -        | [ 大阪府 5 ]  |
| 1971年（昭和46年） | 23,577   | -        | -        | [ 大阪府 6 ]  |
| 1972年（昭和47年） | 22,974   | -        | -        | [ 大阪府 7 ]  |
| 1973年（昭和48年） | 21,647   | -        | -        | [ 大阪府 8 ]  |
| 1974年（昭和49年） | 21,640   | -        | -        | [ 大阪府 9 ]  |
| 1975年（昭和50年） | 21,432   | -        | -        | [ 大阪府 10 ] |
| 1976年（昭和51年） | 20,483   | -        | -        | [ 大阪府 11 ] |
| 1977年（昭和52年） | 21,154   | -        | -        | [ 大阪府 12 ] |
| 1978年（昭和53年） | 19,358   | -        | -        | [ 大阪府 13 ] |
| 1979年（昭和54年） | 19,673   | -        | -        | [ 大阪府 14 ] |
| 1980年（昭和55年） | 19,652   | -        | -        | [ 大阪府 15 ] |
| 1981年（昭和56年） | 18,160   | -        | -        | [ 大阪府 16 ] |
| 1982年（昭和57年） | 18,114   | 18,296   | 36,410   | [ 大阪府 17 ] |
| 1983年（昭和58年） | 17,764   | 17,298   | 35,062   | [ 大阪府 18 ] |
| 1984年（昭和59年） | 17,170   | 17,450   | 34,620   | [ 大阪府 19 ] |
| 1985年（昭和60年） | 17,352   | 17,337   | 34,689   | [ 大阪府 20 ] |
| 1986年（昭和61年） | 17,558   | 17,155   | 34,713   | [ 大阪府 21 ] |
| 1987年（昭和62年） | 17,692   | 17,399   | 35,091   | [ 大阪府 22 ] |
| 1988年（昭和63年） | 17,547   | 16,767   | 34,314   | [ 大阪府 23 ] |
| 1989年（平成元年） | -        | -        | -        | [ 大阪府 24 ] |
| 1990年（平成02年） | 16,934   | 16,650   | 33,584   | [ 大阪府 25 ] |
| 1991年（平成03年） | -        | -        | -        | [ 大阪府 26 ] |
| 1992年（平成04年） | 15,079   | 14,622   | 29,701   | [ 大阪府 27 ] |
| 1993年（平成05年） | -        | -        | -        | [ 大阪府 28 ] |
| 1994年（平成06年） | -        | -        | -        | [ 大阪府 29 ] |
| 1995年（平成07年） | 14,454   | 14,245   | 28,699   | [ 大阪府 30 ] |
| 1996年（平成08年） | 14,710   | 14,614   | 29,324   | [ 大阪府 31 ] |
| 1997年（平成09年） | 15,251   | 14,957   | 30,208   | [ 大阪府 32 ] |
| 1998年（平成10年） | 14,497   | 14,378   | 28,875   | [ 大阪府 33 ] |
| 1999年（平成11年） | -        | -        | -        | [ 大阪府 34 ] |
| 2000年（平成12年） | 14,545   | 14,111   | 28,656   | [ 大阪府 35 ] |
| 2001年（平成13年） | 14,431   | 14,941   | 29,372   | [ 大阪府 36 ] |
| 2002年（平成14年） | 13,474   | 13,135   | 26,609   | [ 大阪府 37 ] |
| 2003年（平成15年） | 13,179   | 12,797   | 25,976   | [ 大阪府 38 ] |
| 2004年（平成16年） | 13,097   | 12,822   | 25,919   | [ 大阪府 39 ] |
| 2005年（平成17年） | 12,939   | 12,653   | 25,592   | [ 大阪府 40 ] |
| 2006年（平成18年） | 12,743   | 12,377   | 25,120   | [ 大阪府 41 ] |
| 2007年（平成19年） | 12,871   | 11,469   | 24,340   | [ 大阪府 42 ] |
| 2008年（平成20年） | 12,803   | 12,368   | 25,171   | [ 大阪府 43 ] |
| 2009年（平成21年） | 12,580   | 12,258   | 24,838   | [ 大阪府 44 ] |
| 2010年（平成22年） | 12,335   | 12,146   | 24,481   | [ 大阪府 45 ] |
| 2011年（平成23年） | 13,383   | 12,715   | 26,098   | [ 大阪府 46 ] |
| 2012年（平成24年） | 12,762   | 12,459   | 25,221   | [ 大阪府 47 ] |
| 2013年（平成25年） | 12,730   | 12,418   | 25,148   | [ 大阪府 48 ] |
| 2014年（平成26年） | 13,110   | 12,799   | 25,909   | [ 大阪府 49 ] |
| 2015年（平成27年） | 13,131   | 12,748   | 25,879   | [ 大阪府 50 ] |
| 2016年（平成28年） | 12,910   | 12,601   | 25,511   | [ 大阪府 51 ] |
| 2017年（平成29年） | 13,135   | 13,001   | 26,136   | [ 大阪府 52 ] |
| 2018年（平成30年） | 13,100   | 12,776   | 25,876   | [ 大阪府 53 ] |
| 2019年（令和元年） | 13,132   | 12,825   | 25,957   | [ 大阪府 54 ] |
| 2020年（令和02年） | 11,752   | 11,413   | 23,165   | [ 大阪府 55 ] |
| 2021年（令和03年） | 11,540   | 11,195   | 22,735   | [ 大阪府 56 ] |
| 2022年（令和04年） | 11,999   | 11,623   | 23,622   | [ 大阪府 57 ] |
| 2023年（令和05年） | 12,092   | 11,767   | 23,859   | [ 大阪府 58 ] |

## 駅周辺
- 服部天神宮
- 服部住吉神社
- 池田泉州銀行服部支店
- 関西みらい銀行豊中服部支店
- りそな銀行豊中服部支店
- パチンコ服部会館
- 豊中市立武道館 ひびき
- 豊中市立豊島体育館
- 豊中市立豊島温水プール
- 豊中市豊島公園
- 豊中ローズ球場
- 豊中市立服部図書館
- 服部商店街
- 豊中南郵便局
- 大商学園高等学校
- 豊中市立豊島小学校
- 阪急オアシス服部西店
- ライフ服部店

国道176号が、少し離れて東側を並行する。
服部緑地への最寄り駅は、北大阪急行電鉄南北線の緑地公園駅である。阪急宝塚本線における公園の中心および西側への最寄り駅は隣駅の曽根駅であり、服部天神駅は公園南側への最寄り駅である。服部天神駅から服部緑地（南端）までは最短距離で約1.2キロメートル（徒歩約15分）あり、公園の中心までは約2キロメートルある。服部天神駅構内にその旨の案内表示がある。なお、曽根駅からは阪急バスが95系統緑地公園駅（西口）行を運行しており、服部緑地の西側および東側にアクセスできる。

## バス路線
当駅から東へ約150mの国道176号沿いに服部停留所があり、阪急バスにより運行される以下の路線が乗り入れる。
| のりば | 担当 | 路線名 | 系統・行先                                   | 備考 |
| ------ | ---- | ------ | -------------------------------------------- | ---- |
| 北向き | 千里 | 阪北線 | 50系統：柴原阪大前駅（市立豊中病院前）       |      |
| 北向き | 吹田 | 吹田線 | 86・87系統：阪急曽根駅                       |      |
| 南向き | 千里 | 阪北線 | 50系統：新大阪                               |      |
| 南向き | 吹田 | 吹田線 | 86系統：吹田営業所前/JR吹田駅（南口）/江坂駅 |      |

## その他
- 当駅の宝塚側すぐには制限55km/hのカーブがあり[14]、ATSも80km/hの速度照査制限がかかっている。

## 隣の駅
阪急電鉄
■宝塚本線
■特急「日生エクスプレス」・■通勤特急・■急行・■通勤急行・■準急
通過
■普通
庄内駅 (HK-42) - 服部天神駅 (HK-43) - 曽根駅 (HK-44)

### 記事本文

### 利用状況
1. 1 2 3 4  駅別乗降人員
2. 1 2  豊中市統計書 - 豊中市
3. ↑  大阪府統計年鑑 - 大阪府

#### 阪急電鉄
1. ↑  駅別乗降人員（上位50位）　2016年平均(通年平均)〔1月～12月〕 - 阪急電鉄（ウェイバックマシン）
2. ↑  駅別乗降人員（2017年 通年平均） - 阪急電鉄（ウェイバックマシン）
3. ↑  駅別乗降人員（2018年 通年平均） - 阪急電鉄
4. ↑  駅別乗降人員（2019年 通年平均） - 阪急電鉄
5. ↑  駅別乗降人員（2020年 通年平均） - 阪急電鉄
6. ↑  駅別乗降人員（2021年 通年平均） - 阪急電鉄
7. ↑  駅別乗降人員（2022年 通年平均） - 阪急電鉄
8. ↑  駅別乗降人員（2023年 通年平均） - 阪急電鉄
9. ↑  駅別乗降人員（上位50位） 2007年平均（平日）〔1月～12月〕 - 阪急電鉄（ウェイバックマシン）
10. ↑  駅別乗降人員（上位50位） 2008年平均（平日）〔1月～12月〕 - 阪急電鉄（ウェイバックマシン）
11. ↑  駅別乗降人員（上位50位） 2009年平均（平日）〔1月～12月〕 - 阪急電鉄（ウェイバックマシン）
12. ↑  駅別乗降人員（上位50位） 2010年平均（平日）〔1月～12月〕 - 阪急電鉄（ウェイバックマシン）
13. ↑  駅別乗降人員（上位50位） 2011年平均（平日）〔1月～12月〕 - 阪急電鉄（ウェイバックマシン）
14. ↑  駅別乗降人員（上位50位） 2012年平均（平日）〔1月～12月〕 - 阪急電鉄（ウェイバックマシン）
15. ↑  駅別乗降人員（上位50位） 2013年平均（平日）〔1月～12月〕 - 阪急電鉄（ウェイバックマシン）
16. ↑  駅別乗降人員（上位50位） 2014年平均（平日）〔1月～12月〕 - 阪急電鉄（ウェイバックマシン）
17. ↑  駅別乗降人員（上位50位） 2015年平均（平日）〔1月～12月〕 - 阪急電鉄（ウェイバックマシン）

#### 大阪府統計年鑑
1. ↑  大阪府統計年鑑（昭和42年） (PDF)
2. ↑  大阪府統計年鑑（昭和43年） (PDF)
3. ↑  大阪府統計年鑑（昭和44年） (PDF)
4. ↑  大阪府統計年鑑（昭和45年） (PDF)
5. ↑  大阪府統計年鑑（昭和46年） (PDF)
6. ↑  大阪府統計年鑑（昭和47年） (PDF)
7. ↑  大阪府統計年鑑（昭和48年） (PDF)
8. ↑  大阪府統計年鑑（昭和49年） (PDF)
9. ↑  大阪府統計年鑑（昭和50年） (PDF)
10. ↑  大阪府統計年鑑（昭和51年） (PDF)
11. ↑  大阪府統計年鑑（昭和52年） (PDF)
12. ↑  大阪府統計年鑑（昭和53年） (PDF)
13. ↑  大阪府統計年鑑（昭和54年） (PDF)
14. ↑  大阪府統計年鑑（昭和55年） (PDF)
15. ↑  大阪府統計年鑑（昭和56年） (PDF)
16. ↑  大阪府統計年鑑（昭和57年） (PDF)
17. ↑  大阪府統計年鑑（昭和58年） (PDF)
18. ↑  大阪府統計年鑑（昭和59年） (PDF)
19. ↑  大阪府統計年鑑（昭和60年） (PDF)
20. ↑  大阪府統計年鑑（昭和61年） (PDF)
21. ↑  大阪府統計年鑑（昭和62年） (PDF)
22. ↑  大阪府統計年鑑（昭和63年） (PDF)
23. ↑  大阪府統計年鑑（平成元年） (PDF)
24. ↑  大阪府統計年鑑（平成2年） (PDF)
25. ↑  大阪府統計年鑑（平成3年） (PDF)
26. ↑  大阪府統計年鑑（平成4年） (PDF)
27. ↑  大阪府統計年鑑（平成5年） (PDF)
28. ↑  大阪府統計年鑑（平成6年） (PDF)
29. ↑  大阪府統計年鑑（平成7年） (PDF)
30. ↑  大阪府統計年鑑（平成8年） (PDF)
31. ↑  大阪府統計年鑑（平成9年） (PDF)
32. ↑  大阪府統計年鑑（平成10年） (PDF)
33. ↑  大阪府統計年鑑（平成11年） (PDF)
34. ↑  大阪府統計年鑑（平成12年） (PDF)
35. ↑  大阪府統計年鑑（平成13年） (PDF)
36. ↑  大阪府統計年鑑（平成14年） (PDF)
37. ↑  大阪府統計年鑑（平成15年） (PDF)
38. ↑  大阪府統計年鑑（平成16年） (PDF)
39. ↑  大阪府統計年鑑（平成17年） (PDF)
40. ↑  大阪府統計年鑑（平成18年） (PDF)
41. ↑  大阪府統計年鑑（平成19年） (PDF)
42. ↑  大阪府統計年鑑（平成20年） (PDF)
43. ↑  大阪府統計年鑑（平成21年） (PDF)
44. ↑  大阪府統計年鑑（平成22年） (PDF)
45. ↑  大阪府統計年鑑（平成23年） (PDF)
46. ↑  大阪府統計年鑑（平成24年） (PDF)
47. ↑  大阪府統計年鑑（平成25年） (PDF)
48. ↑  大阪府統計年鑑（平成26年） (PDF)
49. ↑  大阪府統計年鑑（平成27年） (PDF)
50. ↑  大阪府統計年鑑（平成28年） (PDF)
51. ↑  大阪府統計年鑑（平成29年） (PDF)
52. ↑  大阪府統計年鑑（平成30年） (PDF)
53. ↑  大阪府統計年鑑（令和元年） (PDF)
54. ↑  大阪府統計年鑑（令和2年） (PDF)
55. ↑  大阪府統計年鑑（令和3年） (PDF)
56. ↑  大阪府統計年鑑（令和4年） (PDF)
57. ↑  大阪府統計年鑑（令和5年） (PDF)
58. ↑  大阪府統計年鑑（令和6年） (PDF)

#### 豊中市統計書
1. ↑  平成29年豊中市統計書  (Microsoft Excelの.xls) - 豊中市
2. ↑  平成30年豊中市統計書  (Microsoft Excelの.xls) - 豊中市
3. ↑  令和元年豊中市統計書  (Microsoft Excelの.xls) - 豊中市
4. ↑  令和2年豊中市統計書  (Microsoft Excelの.xls) - 豊中市
5. ↑  令和3年豊中市統計書  (Microsoft Excelの.xls) - 豊中市
6. ↑  令和4年豊中市統計書  (Microsoft Excelの.xls) - 豊中市
7. ↑  令和5年豊中市統計書  (Microsoft Excelの.xls) - 豊中市
8. ↑  令和6年豊中市統計書  (Microsoft Excelの.xls) - 豊中市
9. 1 2 3 4 5  平成17年豊中市統計書  (Microsoft Excelの.xls) - 豊中市
10. ↑  平成18年豊中市統計書  (Microsoft Excelの.xls) - 豊中市
11. ↑  平成19年豊中市統計書  (Microsoft Excelの.xls) - 豊中市
12. ↑  平成20年豊中市統計書  (Microsoft Excelの.xls) - 豊中市
13. ↑  平成21年豊中市統計書  (Microsoft Excelの.xls) - 豊中市
14. ↑  平成22年豊中市統計書  (Microsoft Excelの.xls) - 豊中市
15. ↑  平成23年豊中市統計書  (Microsoft Excelの.xls) - 豊中市
16. ↑  平成24年豊中市統計書  (Microsoft Excelの.xls) - 豊中市
17. ↑  平成25年豊中市統計書  (Microsoft Excelの.xls) - 豊中市
18. ↑  平成26年豊中市統計書  (Microsoft Excelの.xls) - 豊中市
19. ↑  平成27年豊中市統計書  (Microsoft Excelの.xls) - 豊中市
20. ↑  平成28年豊中市統計書  (Microsoft Excelの.xls) - 豊中市